# Ektor
Ektor, pseudonimo di Marko Elefteriadis (Dobřichovice, 4 dicembre 1985), è un rapper ceco.

## Biografia
Figlio di una cantante di origini greche, Ektor ha pubblicato il suo primo album in studio Topství nel 2011, con il quale ha ottenuto la sua prima top twenty nella CZ Albums. Il disco collaborativo Tetris, prodotto assieme a DJ Wich, si è posizionato alla 23ª posizione della graduatoria nazionale, fruttandogli una candidatura sia per un premio ai Ceny Anděl che per l'MTV Europe Music Award al miglior artista ceco e slovacco all'edizione del 2013.
Tra il 2015 e il 2016 sono stati resi disponibili i dischi Detektor e Detektor II, che hanno rispettivamente scalato la classifica ceca fino al 14º e il 29º posto. A supporto dell'LP Alfa, fermatosi in 2ª posizione della CZ Albums, l'artista ha intrapreso una tournée di nove città in suolo ceco. Si imporrà per la prima volta in vetta alla graduatoria LP della Cechia per mezzo di Original, pubblicato nel 2020. A distanza di meno due anni ha raggiunto per la prima volta la vetta della hit parade ceca con Se změnili.

## Discografia

### Album in studio
- 2011 – Topství
- 2012 – Tetris (con DJ Wich)
- 2015 – Detektor
- 2016 – Detektor II
- 2017 – Alfa
- 2019 – Marko
- 2020 – Original
- 2023 – Detektor III
- 2024 – Sativa

### Singoli
- 2015 – Cizí tváře (con AK)
- 2018 – Kancelář (feat. Rytmus, Ego & Separ)
- 2020 – Hranice
- 2020 – Do pěti
- 2020 – Teď tady
- 2020 – Emoce na emoce
- 2022 – Hodně styl
- 2022 – Se změnili
- 2022 – To neni hra
- 2022 – Novej den
- 2023 – Upgrade
- 2023 – King Kong
- 2023 – Bars
- 2024 – Další kapitola
- 2024 – Ex-Opps
- 2024 – Fight (con Palermo)
- 2024 – Pro štěstí
- 2025 – PTSD

### Collaborazioni
- 2015 – Mladá krev (Marpo feat. Ektor)